# Dawn Fraserová
Dawn Fraserová, MBE (* 4. září 1937, Balmain, Nový Jižní Wales) je bývalá australská plavkyně, čtyřnásobná olympijská vítězka.

## Sportovní kariéra
Narodila se na předměstí Sydney v dělnické rodině. Se závodním plaváním začala jako čtrnáctiletá, když si ji všiml v místních mořských lázních trenér Harry Gallagher. Na vrcholné plavecké akci se představila poprvé na olympijských hrách 1956, které se konaly právě v Austrálii. Před domácím publikem vybojovala zlatou medaili na 100 m volný způsob a další zlato přidala se štafetou na 4 × 100 metrů. Své tituly na 100 metrů obhájila i na olympiádě v roce 1960 a 1964, čímž se stala první plavkyní, které se podařilo v jedné disciplíně vyhrát na třech olympijských hrách. Její výkon vyrovnala dosud jako jediná jen Krisztina Egerszegiová v roce 1996. V roce 1962 se stala první ženou, která zaplavala 100 metrů volný způsob pod minutu. Tento rekord vydržel až do roku 1973. 

Dawn Fraserová se také stala známou kvůli kontroverzním názorům a despektem k autoritám. Při otevíracím ceremoniálu na olympijských hrách 1964 například odmítla proti vůli sponzorů oficiální dres a byla oblečena do staršího, protože byl podle ní pohodlnější. Také se nechvalně proslavila, když ukradla olympijskou vlajku před palácem císaře Hirohita. Byla zadržena, následně propuštěna bez trestu a císař jí vlajku věnoval jako suvenýr. Od Australské plavecké federace ale dostala desetiletý trest zákazu závodění. 

Po skončení aktivní kariéry pracovala jako plavecký trenér a byla také politicky aktivní.

## Ocenění
- australská sportovkyně roku 1964
- nositelka Řádu britského impéria (1967) a Řádu Austrálie (důstojník v roce 1998, společník v roce 2018)[1][2]
- vyhlášena nejlepší australskou sportovkyní století (v roce 1998)
- vyhlášena Mezinárodním olympijským výborem nejlepší žijící plavkyni (1999)
- v roce 2000 během zahajovacího ceremoniálu olympijských her v Sydney nesla olympijskou pochodeň na jednom z posledních úseků na stadiónu